# Jean-Jack Bertrand
Pour les articles homonymes, voir Jean-Jacques Bertrand (homonymie) et Bertrand.
 Jean-Jack (alias Jean-Jacques) Bertrand, né le 20 décembre 1956, est un skieur alpin et un skieur de vitesse français.

## Biographie
Il est le fils de Jack Bertrand (1922-1998) et Liliane Roger (1932-2020). Alors que son père s'installe à Courchevel au début des années 60. Jean-Jack grandit avec sa mère à Val d'Isère.
En 1973 à Barèges il devient Champion de France Cadets de slalom. La même année il termine à la 6e place du classement général de la Coupe de France, notamment grâce à une victoire obtenue en février à La Foux d'Allos.
En 1975, à seulement 18 ans, il est sacré Champion de France Elite de descente à Megève devant Patrick Brye, Bernard Rossat-Mignod et René Arpin-Pont.
L'année suivante en 1976 dans le Briançonnais, il remporte à nouveau les championnats de France de descente, cette fois-ci devant Patrice Pellat-Finet.
Son meilleur résultat en Coupe du monde est une 9e place dans le combiné de Chamonix-Megève remporté par Gustavo Thoeni, en février 1975,.
À la suite de certaines dissensions avec la Fédération française de ski, il quitte l'équipe de France de ski alpin en septembre 1978 avec Patrice Pellat-Finet.
À partir de 1981, il s'installe à Courchevel où il travaille avec son père dans le restaurant Le Tremplin que ce dernier a créé en 1960.
En 1991, il devient Champion de France de ski de vitesse (que l'on appelait kilomètre lancé à cette époque). Son record personnel établi en 1990 aux Arcs est de 203,735 km/h.
Il est passionné par la voile. En 1998, après le décès de son père, il devient avec Marc Soullier, le beau-fils de son père, propriétaire du restaurant Le Tremplin. Par la suite il développe d'autres établissements tels le restaurant d'altitude Les Verdons à Courchevel et l'hôtel-restaurant Auberge de Savoie à Moûtiers,,.

## Palmarès

### Coupe du monde
- Meilleur classement général : 58e en 1975 avec 2 points.
- Meilleur résultat sur une épreuve : 9e en février 75 sur le combiné de Chamonix (slalom)-Mégève(descente)

### Championnats de France

#### Élite
| Édition / Epreuve                 | Descente | Slalom géant | Slalom | Combiné |
| --------------------------------- | -------- | ------------ | ------ | ------- |
| Championnats 1973 La Foux d'Allos | 23e      |              |        |         |
| Championnats 1975 Mégève          | Or       |              |        |         |
| Championnats 1976 Briançonnais    | Or       |              |        |         |

#### Jeunes

##### Cadets (moins de 17 ans)
1973 à Barèges :
- Champion de France de slalom
- 3e en géant et en combiné
- 5e en descente